# Antoni Peyrí i Rocamora
Antoni Peyrí i Rocamora (Tarragona, 1889 - Cuernavaca, estat de Morelos, 1973) fou un metge dermatòleg català. Es llicencià en medicina a la Universitat de Barcelona el 1911 i es doctorà a la Universitat de Madrid el 1912. Fou professor a la Universitat de Barcelona i director de la lluita contra les malalties venèries a Catalunya. En acabar la Guerra Civil Espanyola es va exiliar a Veneçuela, on fou director de la leproseria Isla de Providencia (Maracaibo), i d'ací el 1941 marxà a Mèxic amb la seva esposa, Josefina Macià i Lamarca (filla de Francesc Macià), i el seu fill, Antoni Peyrí i Macià.
A Mèxic fou professor de la Universitat de Nuevo León (1941) i cap del servei dermatològic de l'Hospital Civil de Monterrey (1944). Va col·laborar a La Nova Revista (1955-1958) i fou un membre destacat de la Comunitat Catalana de Mèxic.

## Obres
- "Qüestions actuals en el tractament de la sífilis" (1927)
- "La lluita antivenèria a Catalunya el bienni 1935-1936" (1937)
- Dermatología (1943)
- Els metges catalans (1963)
- El poder polític. El problema Catalunya-Espanya (1972)